# Peter du Moulin

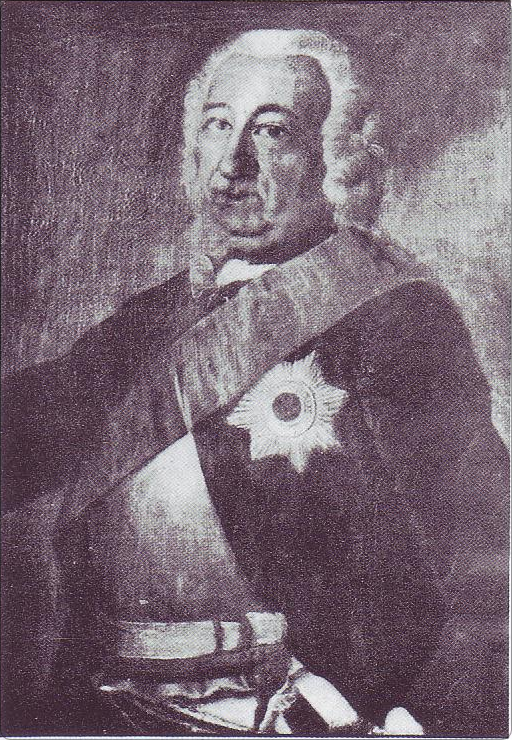
Peter du Moulin; Zeitgenössischer Stich

Peter Ludwig du Moulin (* 1681 in Wesel; † 10. August 1756 in Stendal) war ein königlich preußischer General der Infanterie und diente unter Friedrich II. unter anderem im Österreichischen Erbfolgekrieg (1740–1748).

## Leben
Peter Ludwig de Moulin war Sohn des Hugenotten Theophil du Moulin, der seit 1681 in kurbrandenburgischen Diensten stand. Mit 14 Jahren trat Peter Ludwig als Fahnenjunker in das Infanterie-Regiment „Prinz Leopold von Anhalt-Dessau“ (Nr. 3). Im Jahre 1703 wurde er Fähnrich. Während des Spanischen Erbfolgekrieges (1701–1714) erlebte er die Belagerung von Huy und die Niederlage bei Höchstädt (1703), sowie die Zweite Schlacht bei Höchstädt (1704), Cassano (1705) und Turin (1706). Nachdem er am 6. Dezember 1707 zum Stabskapitän befördert worden war, gehörte er zum Gefolge des preußischen Kronprinzen, mit dem er an der Schlacht bei Malplaquet (1709) teilnahm. Nachdem er weitere Feldzüge mitgemacht hatte, erhielt er im Sommer 1712 als Kapitän eine Kompanie. Mit dieser nahm er 1715 im Rahmen des Großen Nordischen Krieges (1700–1721) am Feldzug in Pommern teil. Am 18. Dezember des Jahres folgte seine Beförderung zum Major und die Versetzung zum neu aufgestellten Infanterie-Regiment „Prinz Leopold von Anhalt-Dessau“ (Nr. 27) in Stendal.

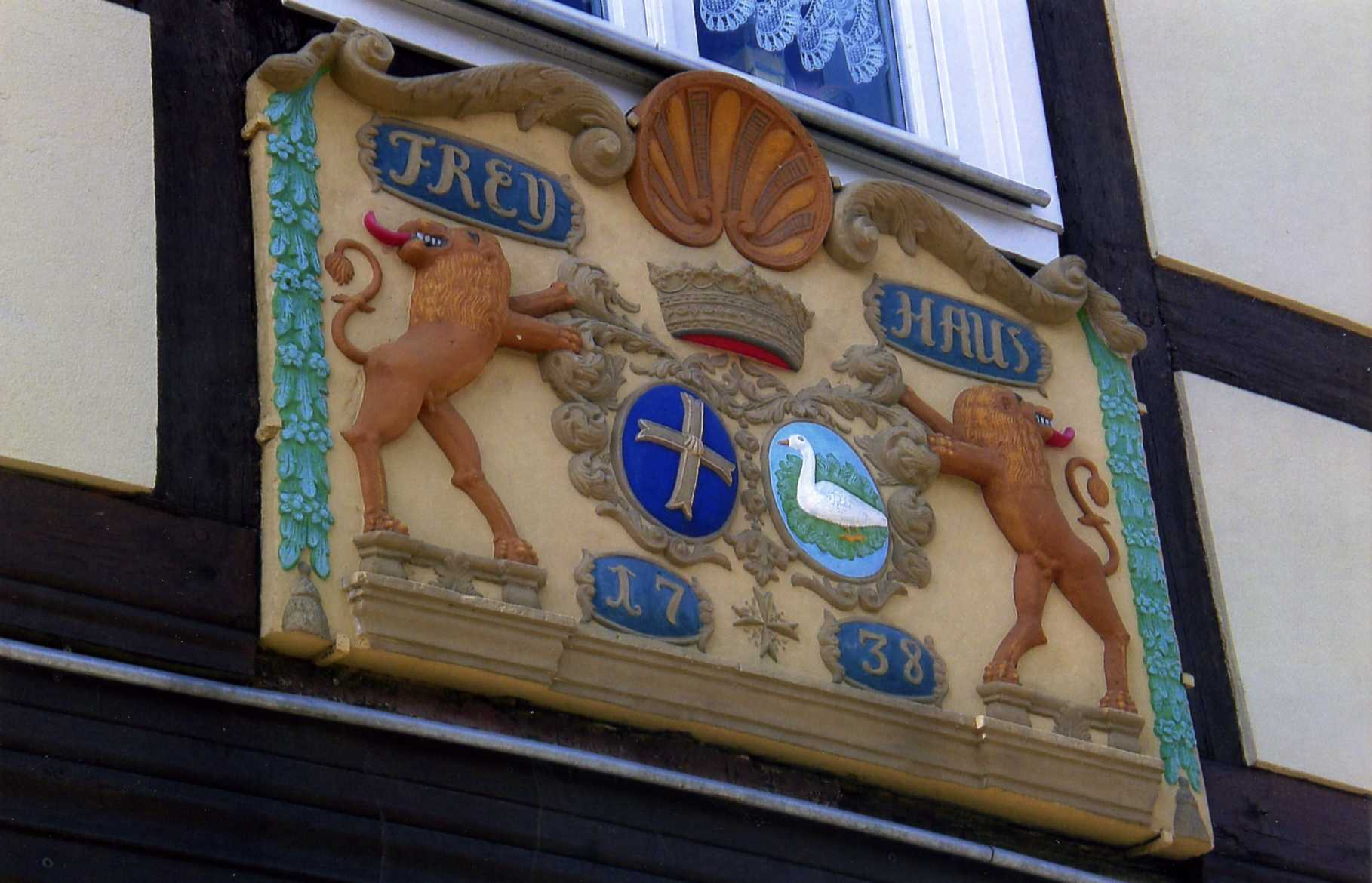
Familienwappen des Generals du Moulin

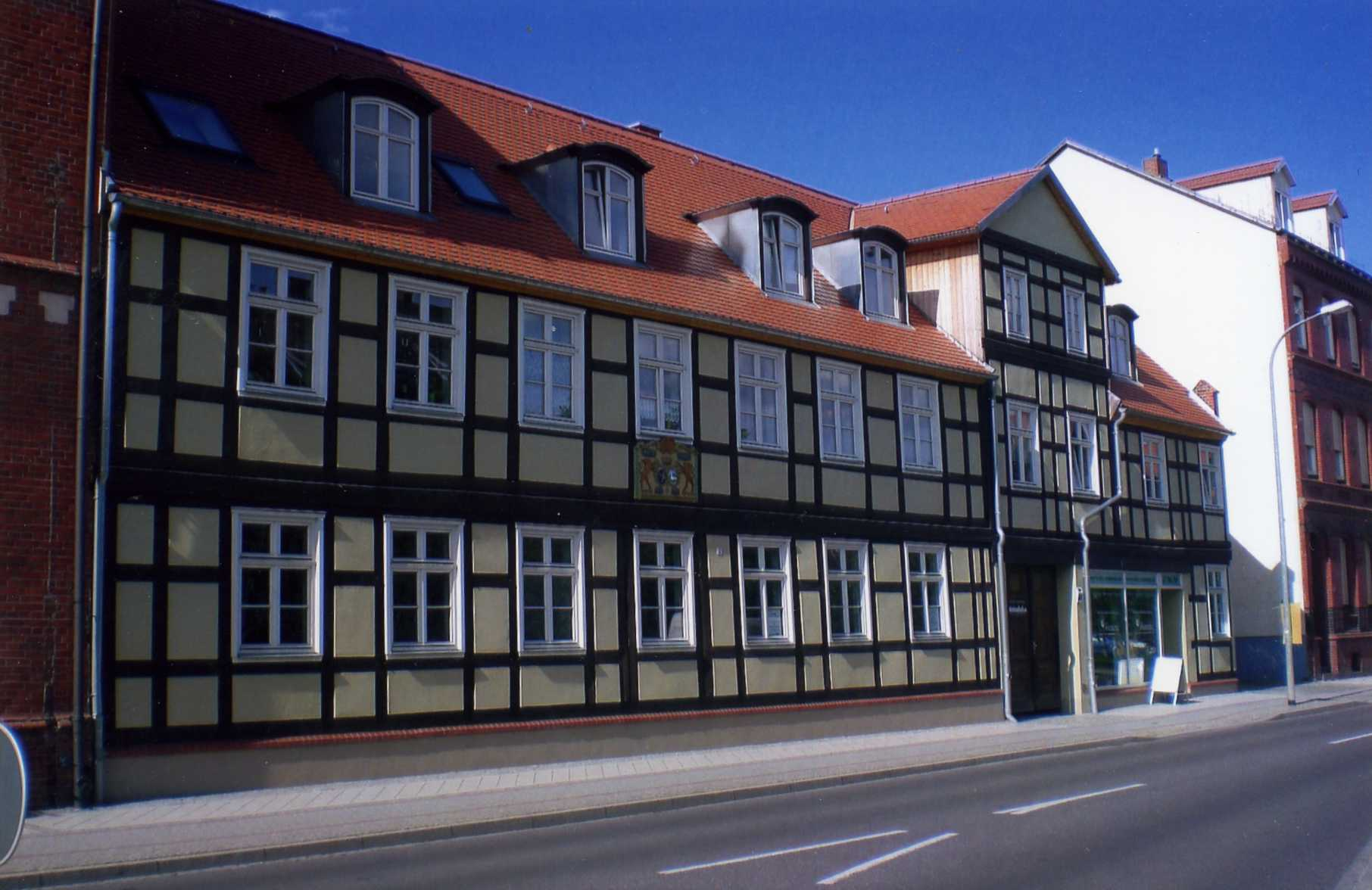
Freihaus des Generals du Moulin

Am 16. März 1722 wurde du Moulin zum Oberstleutnant und am 26. Oktober 1728 zum Oberst befördert. Als die preußischen Truppen 1729 wegen eines drohenden Krieges mobilgemacht wurden, wurde du Moulin zum Generalquartiermeister der Feldarmee ernannt. Ein Waffengang blieb aus. Dafür wurde er als Sondergesandter 1732 nach Den Haag geschickt und stieg am 21. Juli 1735 zum Kommandeur seines Regimentes auf.
Kurz vor Beginn des Österreichischen Erbfolgekrieges (1740–1748) entsandte König Friedrich II. du Moulin zur Erkundung der Lage nach Österreich, sodass er beim unmittelbaren Kriegsausbruch nicht bei den Feldtruppen war. Er kehrte jedoch im Februar zurück und beteiligte sich am 10. April 1741 an der Schlacht bei Mollwitz. Er erhielt am 5. Juni die Beförderung zum Generalmajor und wurde am 25. Juni zudem Inhaber des Infanterie-Regiments Nr. 37 „Camas“, das als Garnison in Breslau lag. Im Jahre 1742 deckte er während der Schlacht bei Chotusitz den Rücken der Armee und wurde anschließend Festungskommandant von Glogau. Als Dank für seine Dienste erhielt er die Amtshauptmannschaft Raden bei Rinteln zusätzlich zu derjenigen von Kolbatz, die er seit 1731 innehatte.
Beim zweiten Einmarsch in Böhmen gehörte du Moulins Regiment zum I. Korps, das während des Sommers 1744 Prag belagerte und schließlich einnahm. Am 14. November 1744 erhielt er die Beförderung zum Generalquartiermeister. Am 1. Mai 1745 beauftragte ihn der König mit der Führung eines Korps aus 10 Grenadier-Bataillonen und 40 Schwadronen Kavallerie mit dem Auftrag die böhmischen Gebirgsausgänge zu schützen. Vor der feindlichen Hauptarmee wich er aus und vereinigte sich mit der preußischen Hauptarmee. Kurz darauf konnte er sich während der Schlacht bei Hohenfriedberg (4. Juni 1745) auszeichnen und erhielt dafür den Schwarzen Adlerorden.
Nach dem Ausscheiden Preußens aus dem Krieg erhielt du Moulin 1746 das Lehen Welle in Anhalt als Geschenk. Am 19. Mai 1750 folgte noch die Beförderung zum General der Infanterie. Am 12. September bat du Moulin schließlich wegen seines schlechten Gesundheitszustandes um seine Entlassung aus dem Militärdienst, die ihm bewilligt wurde. Am 10. August 1756 verstarb der General nach langer Krankheit in Stendal. An seinem dortigen Freihaus ist noch heute das Familienwappen zu sehen.

## Familie
In Magdeburg heiratete er am 19. Juli 1717 Marie Sibylle von Huß (1699–1768), Tochter des Stadtpräsidenten von Magdeburg Karl Adolf von Huss, mit der er zwei Töchter und drei Söhne (von denen später zwei als Offiziere fielen) hatte. Sein ältester Sohn war Friedrich Wilhelm du Molin, der Hauptmann beim Regiment Wiedersheim war.